# André Baillon
Pour les articles homonymes, voir Baillon.
André Baillon, né le 27 avril 1875 à Anvers en Belgique et décédé le 10 avril 1932 à Saint-Germain-en-Laye en France, est un écrivain belge de langue française. 

## Biographie
Il publie son premier livre Moi quelque part... en 1920, à l'âge de 45 ans.
Il meurt en 1932 d'une surdose de médicaments,.
Il est inhumé au cimetière Bouilhet situé sur la commune de Marly-le-Roi (Yvelines).

## Quelques ouvrages
- Moi quelque part…, 1920, Bruxelles, Édition de la soupente
- Histoire d’une Marie, 1921, Paris, éditions Rieder
- En sabots, 1922, Paris, éditions Rieder (prix de La Renaissance 1923[4]) réédition : l'Ether vague (Toulouse 1987)
- Zonzon Pépette: fille de Londres, 1923, Paris, J. Ferenczi, réédité en 2006, 2015 aux Éditions Cent Pages, Grenoble[5] et 2018 aux éditions Cambourakis, Paris[6]
- Par fil spécial, 1924, Paris, éditions Rieder. Réédition Héros-Limite éditions, 2020.
- Un homme si simple, 1925, Paris, éditions Rieder
- Le Pot de fleur, 1925, Anvers, éditions Lumière
- Chalet 1, 1926, Paris, éditions Rieder
- Délires, 1927, Paris, À la jeune parque
- Le Perce-oreille du Luxembourg, 1928, Paris, éditions Rieder
- La vie est quotidienne, 1929, Paris, éditions Rieder
- Le Neveu de Mademoiselle Autorité, 1930, Paris, éditions Rieder
- Roseau, 1932, Paris, éditions Rieder
- Pommes de pin, 1933, abbaye de la Cambre, Bruxelles, les "Amis de l'institut supérieur des arts décoratifs"
- La Dupe, 1944, Bruxelles, La Renaissance du livre
- Le Chien-chien à sa mémère, nouvelles, 2003, Bordeaux, éditions Finitude

## Adaptation de son œuvre
- Chroniques du Chalet Un (1968), téléfilm de Jean Delire[7].